# کراسنی کلیوچ (شهرستان ایگلینسکی، باشقیرستان)
کراسنی کلیوچ (انگلیسی: Krasny Klyuch, Iglinsky District, Republic of Bashkortostan) یک شهرک در شهرستان ایگلینسکی استان باشقیرستان کشور روسیه است.